# Leisel Jones
Leisel Jones (ur. 30 sierpnia 1985 w Katherine w Terytorium Północnym), australijska pływaczka, specjalizująca się w stylu klasycznym, ośmiokrotna medalistka igrzysk olimpijskich, siedmiokrotna mistrzyni świata.
16 listopada 2012 ogłosiła zakończenie kariery pływackiej.

## Igrzyska Wspólnoty Brytyjskiej
- Złoty medal na 100 metrów stylem klasycznym - Manchester 2002
- Złoty medal na 200 metrów stylem klasycznym - Manchester 2002
- Złoty medal 4x100 metrów stylem zmiennym - Manchester 2002
- Złoty medal na 50 metrów stylem klasycznym - Melbourne 2006
- Złoty medal na 100 metrów stylem klasycznym - Melbourne 2006
- Złoty medal na 200 metrów stylem klasycznym - Melbourne 2006
- Złoty medal 4x100 metrów stylem zmiennym - Melbourne 2006

## Rekordy świata
| Data          | Miejsce   | Konkurencja             | Rezultat | Status                           |
| ------------- | --------- | ----------------------- | -------- | -------------------------------- |
| 21 lipca 2003 | Barcelona | 100 m stylem klasycznym | 1:06.37  | do 25 lipca 2005 Jessica Hardy   |
| 3 lutego 2006 | Melbourne | 100 m stylem klasycznym | 1:05.71  | do 20 marca 2006                 |
| 20 marca 2006 | Sydney    | 100 m stylem klasycznym | 1:05.09  | do 25 lipca 2009 Rebecca Soni    |
| 10 lipca 2004 | Brisbane  | 200 m stylem klasycznym | 2:22.96  | do 12 lipca 2004 Amanda Beard    |
| 29 lipca 2005 | Montreal  | 200 m stylem klasycznym | 2:21.72  | do 1 lutego 2006                 |
| 1 lutego 2006 | Melbourne | 200 m stylem klasycznym | 2:20.54  | do 15 sierpnia 2008 Rebecca Soni |

## Wyróżnienia
- 2006: najlepsza pływaczka roku w Australii
- 2005, 2006: najlepsza pływaczka roku na Świecie

## Odznaczenia
- Order of Australia